# Ichthyophis monochrous
Ichthyophis monochrous é uma espécie de anfíbio gimnofiono. Está presente na Malásia e na Indonésia. Ocorre em floresta tropical húmida.